# Ecce-Homo-Kapelle (Niederraunau)

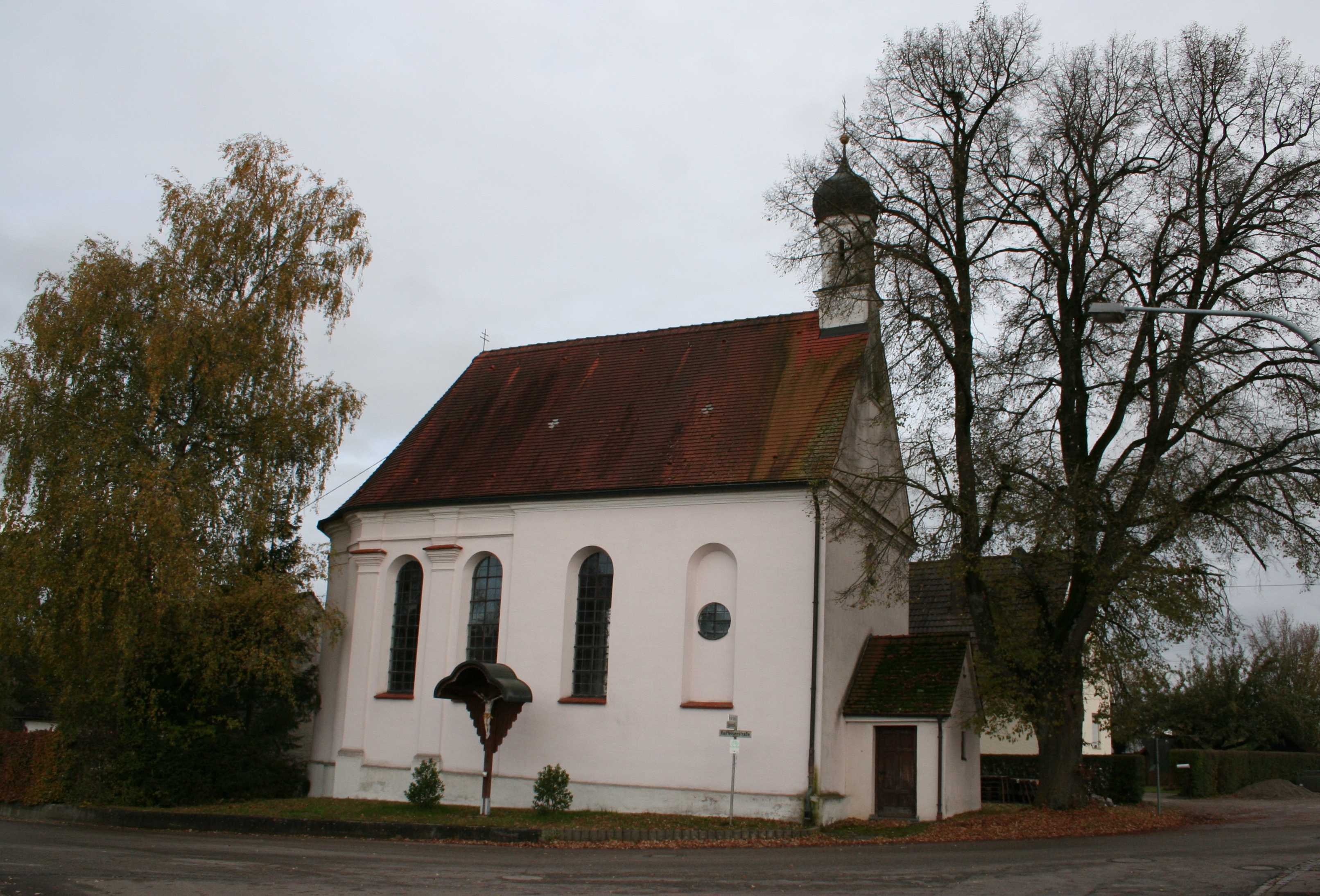
Ecce-Homo-Kapelle Niederraunau

Die katholische Ecce-Homo-Kapelle oder Leonhardskapelle in Niederraunau wurde in den Jahren 1727/28 erbaut und 1780 erweitert.
Die Wallfahrtskapelle liegt in dem westlich der Kammel gelegenen Teil von Niederraunau an der Straße nach Hohenraunau.

## Baubeschreibung
Die zwei Bauphasen lassen sich am Äußeren der Kapelle deutlich erkennen, da der Chor und die daran anschließenden zwei Fensterachsen – aus der ersten Bauphase (1727/28) – durch Pilaster dorischer Ordnung gegliedert sind. Die zwei Fensterachsen des 1780 errichteten Erweiterungsbaus, auf dem sich ein Dachreiter befindet, sind dagegen ungegliedert.
Der Innenraum des für seine Größe sehr hohen Raumes wird durch die teils stuckierten, teils gemalten korinthischen Pilaster und Obelisken gegliedert, die die Gewölbegrate weiterführen. Diese frühklassizistischen Malereien stammen von Jakob Fröschle. Der 1780 entstandene barocke Altar mit der überlebensgroßen, möglicherweise von Christoph Rodt stammenden Ecce homo-Figur dominiert den Innenraum der Kapelle. Die weit vorgestellten Säulen des Altars, sollen den Tempel darstellen, in dem Jesus vorgeführt wurde. Rechts und links des Ecce homo standen in dem Altar ursprünglich Figuren des Pilatus und Longinus. Nachdem diese 1882 verkauft wurden, stehen dort nun die ehemaligen Seitenfiguren, eine Figur des hl. Leonhard – deshalb auch Leonhardskapelle – und eine des hl. Wendelin.

## Sonstiges
Der Erweiterungsbau der Ecce-Homo-Kapelle entstand möglicherweise als Folge der einige Jahre zuvor verwirklichten Vergrößerung der Feldkapelle bei dem Nachbarort Krumbach, wodurch die Wallfahrt zu letztgenannter an Attraktivität gewann. In den Jahrzehnten zuvor wurde von den Niederraunauer Ortsherren versucht die Wallfahrt zu dieser Kapelle bei Krumbach so gut und so lang wie möglich zu be- und verhindern. Sie fürchteten nämlich, dass die eigene Wallfahrtskapelle weniger Einnahmen bringen könnte, wenn es im Nachbarort ebenfalls eine Wallfahrt zu einer Kapelle gibt. Die prächtige Ausgestaltung und Erweiterung der Kapelle erfolgte also möglicherweise nur um die Wallfahrer wieder zu der Niederraunauer Kapelle zu locken.